# 고양외국어고등학교
고양외국어고등학교(高陽外國語高等學校)는 대한민국 경기도 고양시 덕양구 관산동에 있는 사립 외국어고등학교이다.

## 학교 연혁
- 2001년 11월 30일  : 고양외국어고등학교 설립인가(영어과, 중국어과, 일본어과 6학급, 18학급)
- 2002년 3월 2일 : 제1대 철학박사 강성화 교장 취임
- 2002년 3월 4일 : 고양외국어고등학교 제1회 입학식
- 2005년 2월 16일 : 제1회 졸업식 (졸업생 259명 배출)
- 2012년 3월 1일 : 순효학원으로 법인명칭 변경
- 2012년 7월 1일 : Student Hall(급식실) 신축
- 2013년 3월 1일 : 학급감축 (1학년부터 영어과 3학급, 중국어과 3학급, 일본어과 2학급, 스페인어 2학급, 30학급)
- 2016년 12월 31일 : 그레이스관 남학생 기숙사 증축
- 2019년 2월 14일 : 제15회 졸업식 (졸업생 245명, 총 5,794명 배출)
- 2023년 3월 2일 : 제6대 김진석 교장 취임
- 2023년 3월 14일 : 제8대 김영란 이사장 취임
- 2024년 2월 15일 : 제20회 졸업
- 2024년 3월 4일 : 제23회 입학식 (입학생 234명)

## 설치 학과
- 영어과
- 중국어과
- 일본어과
- 스페인어과

## 참고 자료
- 고양외국어고등학교 - 한국교육학술정보원 학교알리미